# リグリア (小惑星)
リグリア (356 Liguria) は、小惑星帯にあるとても大きな小惑星である。
1893年1月21日にオーギュスト・シャルロワがニースで発見し、イタリアのリグーリア州にちなんで命名された。
2002年に九州で掩蔽が観測された。